# Ugo Mancini (storico)
Ugo Mancini (Pisoniano, 13 maggio 1956) è uno storico italiano.

## Biografia
Professore di Storia e Filosofia al liceo classico "Ugo Foscolo" di Albano dal 1998 al 2023, Mancini ha scritto diversi saggi storici sul periodo fascista.
Nel 2020 viene insignito del premio Giacomo Matteotti dalla Presidenza del Consiglio dei ministri per il suo libro "Sotto la Cenere: nel Ventennio, quando vivere era in qualche modo resistere", che tratta la vita di alcuni abitanti dei Castelli Romani durante il fascismo.

## Opere
- Ugo Mancini, Lotte contadine e avvento del fascismo nei Castelli Romani, Armando Editore, 2002, ISBN 978-8883583377.
- Ugo Mancini, La vigilia della seconda guerra mondiale e la crisi del fascismo a Roma e nei Castelli Romani, Armando Editore, 2004, ISBN 978-8883587894.
- Ugo Mancini, Il fascismo dallo Stato liberale al regime, Rubbettino, 2007, ISBN 8849818564.
- Ugo Mancini, La guerra nelle terre del papa. I bombardamenti alleati tra Roma e Montecassino attraversando i Castelli Romani, Franco Angeli, 2011, ISBN 978-8856836813.
- Ugo Mancini, 1926-1939, l'Italia affonda. Ragioni e vicende degli antifascisti a Roma e nei Castelli Romani, Infinito Edizioni, 2015, ISBN 978-8868610692.
- Ugo Mancini, Sotto la cenere, Infinito Edizioni, 2019, ISBN 978-8868613389.
- Ugo Mancini, Trilussa, l’antifascista cerebrale, Infinito Edizioni, 2022, ISBN 9788868616113.

## Riconoscimenti
- Premio Giacomo Matteotti 2020